# Þingvellir nationalpark
Þingvellir, eller Tingvalla, är en nationalpark på Island som Unesco har utsett till ett världsarv. Inom nationalparken finns den plats där islänningarna höll sitt första riksmöte, Alltinget. Alltinget var Islands lagstiftande och dömande församling som samlades första gången år 930. Vid Lögberg (Lagberget) föredrog den på tre år valde lagsagomannen tingsordningen. Lögberg var en klippa med utmärkta akustiska förhållanden så att alla närvarande skulle höra bra. Förutom att Alltinget träffades där användes också vallen som domstol. År 965 indelades landet i fyra fjärdingar med var sin domstol på Alltinget. Tingsplatsen är omgiven av branta bergväggar av vulkaniskt ursprung och belägen intill Islands största sjö, Þingvallavatn.

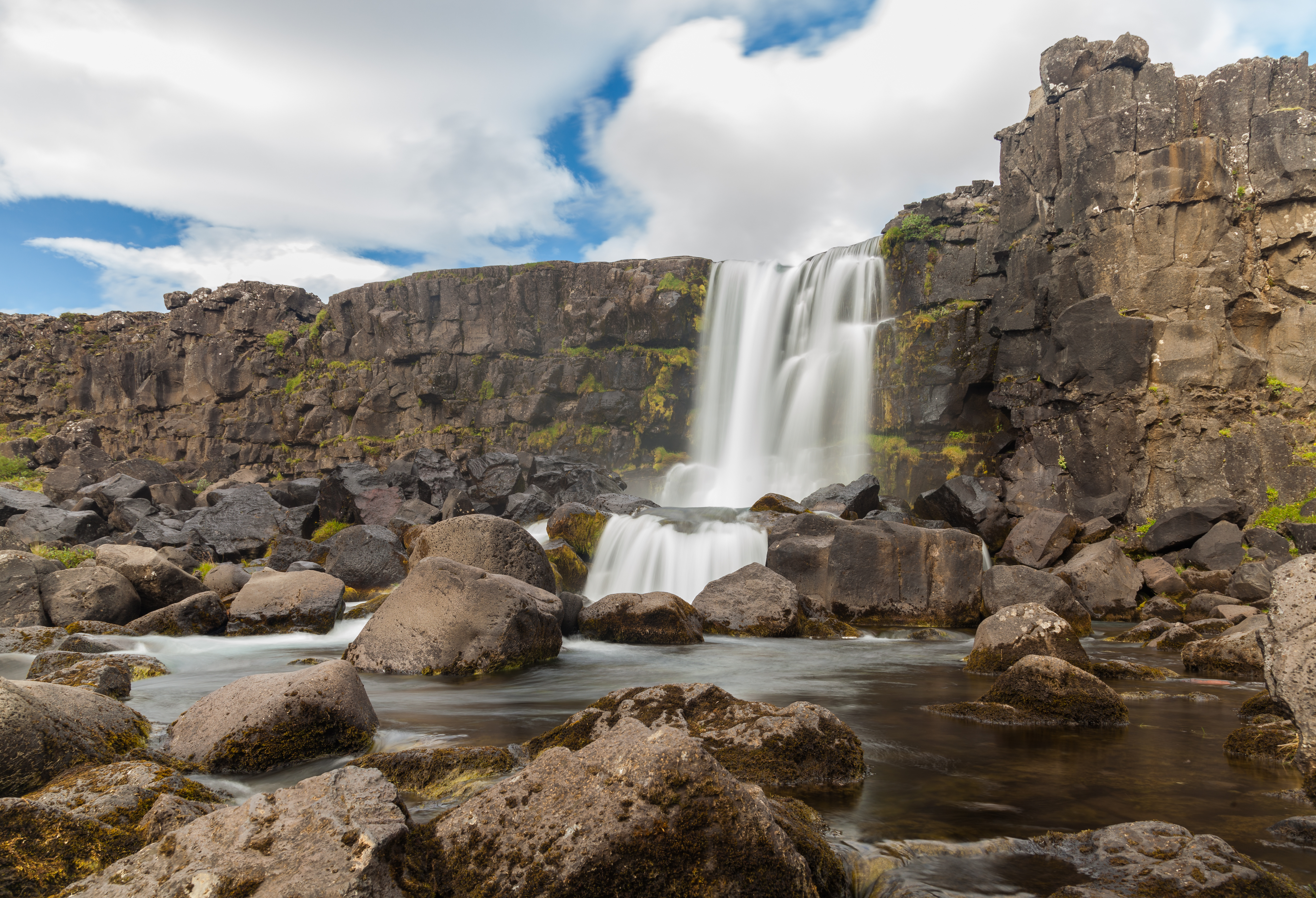
Vattenfallet Öxarárfoss.

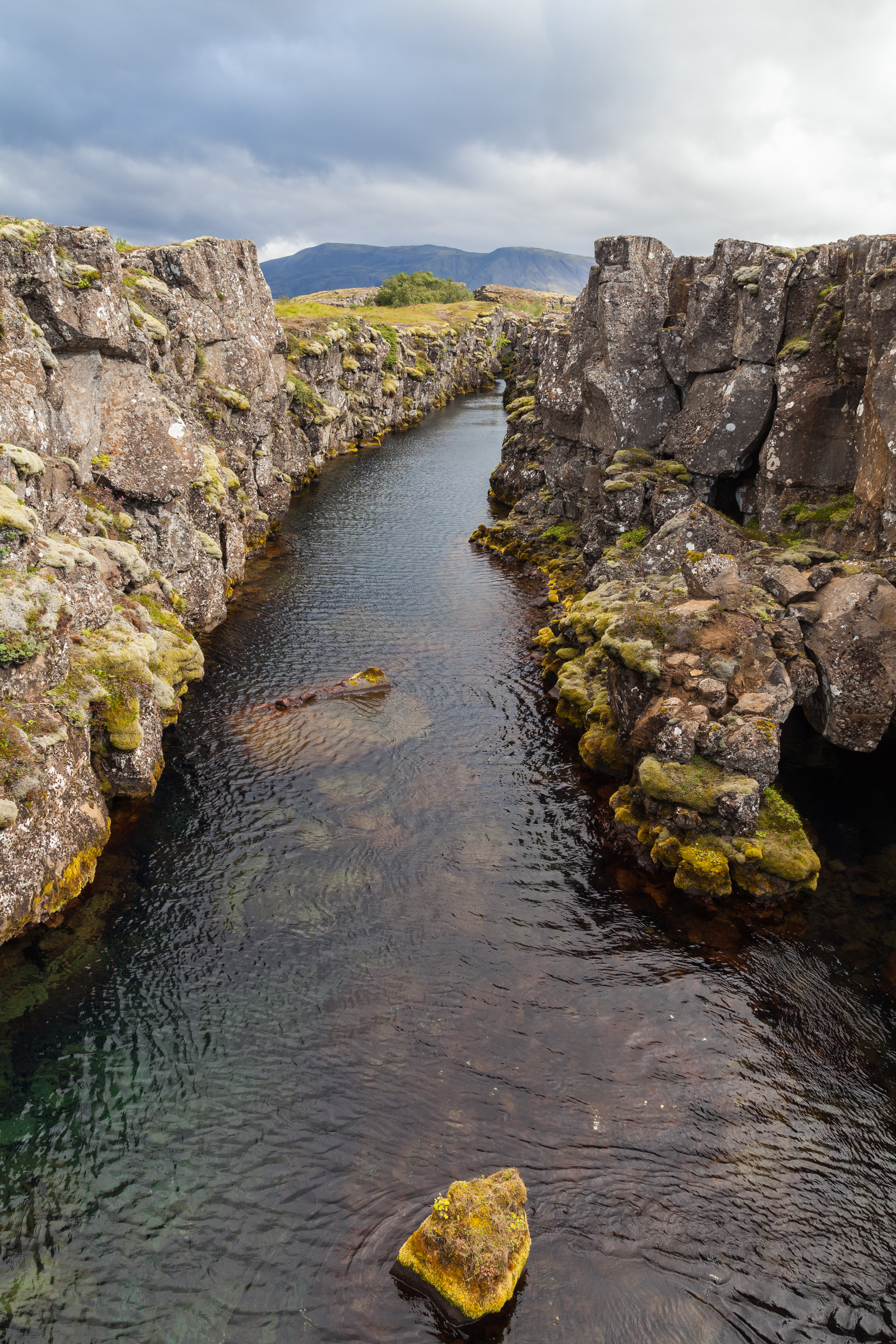
Nikulasárgjá.

Tingvalla är beläget på en geologiskt mycket intressant plats mellan Nordamerikanska kontinentalplattan och Eurasiska kontinentalplattan. Området består av den stora ravinen och en mängd mindre förkastningar på en bredd av närmare 400 meter. Olika tolkningar finns av bildningsförloppet av ravinen, kallad Almannagjá (tingsmännens ravin). En gängse förklaring är att det är en del av den kontinentalspricka, den mittatlantiska ryggen som sträcker sig genom Atlanten från syd till norr och att sprickan i Tingvalla utvidgar sig med cirka 2,5cm per år. 
En alternativ och idag riktigare beskrivning finns hos geologer, som anser att Tingvallas spricka har bildats genom magma- och sprickrörelser i ett spricksystem kopplat till vulkanism i Hengill mer än till rörelser i kontinentplattorna. I området öster och söder om Tingvalla har definierats en s.k. microplatta kallad Hreppar Microplate. Denna ligger enligt denna idag riktigare uppfattning still i förhållande till den Nordamerikanska kontinentplattan väster om Tingvalla.
Bevis för dessa rörelser i jordskorpan finns i geodetiska mätningar utförda av Islands kartmyndighet, Landmælingar Íslands. De har tagit fram ett geodetiskt referenssystem för Island ISNET93 som är bestämt i olika mätkampanjer kallade ISN93, ISN2004 och senast ISN2016. Differenserna mellan ISN93 och ISN2004 visar att huvuddelen av rörelsen mellan de två kontinentplattorna idag sker i den östra delen av kontinentsprickan under Vatnajökull och vidare norrut och att rörelsen vid Tingvalla idag är försumbar.
Stora delar av filmen Bröderna Lejonhjärta spelades in i Tingvalla.